# Macrourus berglax
Macrourus berglax es una especie de pez de la familia Macrouridae en el orden de los Gadiformes.

## Morfología
Los machos pueden llegar alcanzar los 110 cm de longitud total.

## Alimentación
Los anfípodos predominan en su dieta, aunque también come poliquetos, algunos tipos de crustáceos, bivalvos, isópodos, equinodermos (principalmente Ophiuroideas) y ctenóforos.

## Hábitat
Es un pez bentopelágico y marino de aguas  templadas que vive entre 100-1.000 m de profundidad.

## Distribución geográfica
Se encuentra en el  Atlántico norte: Península del Labrador, Estrecho de Davis, Groenlandia,  Islandia  y desde Irlanda hasta las Islas Feroe, la costa de Noruega, Spitzbergen y el Mar de Barents.

## Longevidad
Puede llegar a vivir 25 años.